# サン・ドナート・ディ・ニネーア
サン・ドナート・ディ・ニネーア（イタリア語: San Donato di Ninea）は、イタリア共和国カラブリア州コゼンツァ県にある、人口約1,300人の基礎自治体（コムーネ）。

## 地理

### 位置・広がり

#### 隣接コムーネ
隣接するコムーネは以下の通り。
- アックアフォルモーザ
- アルトモンテ
- グリゾリーア
- ルングロ
- オルソマルソ
- サン・ソスティ
- ヴェルビカーロ